# Sangeac
Sangeacurile (în turcă sancak) au fost  diviziuni administrative ale Imperiului Otoman. Cuvântul turcesc sancak (drapel, steag) este tradus în acest caz ca „prefectură” sau „district”. În arabă se folosește cu aceleași înțelesuri cuvântul „liwa” – drapel, diviziune administrativă.

## Istoric
Sangeacurile au fost inițial subdiviziunile administrative de nivelul întâi. Ele au apărut la mijlocul secolului al XIV-lea ca districte militare, parte a timar, un sisteme militaro-feudal. Pe lângă armata de profesioniști plătiți, trupele otomane se foloseau de cavaleriștii (spahii), care efectuau serviciul militar în schimbul folosinței asupra fiefurilor acordate de sultan. Fiefurile otomane se împărțeau în „zaim/zeamet” (cele de dimensiuni mari) și „timar” (cele puțin întinse). Spahiii formau unități militare funcție de sangeacurile în care locuiau, fiind comandați de guvernatorul districtual numit sangeac-bei.
După formarea unor noi diviziuni administrative - beylerbeylikurile, iar mai apoi eyaleturile și vilayeturile, sangeacurile au devenit diviziuni administrative de rangul doi.
Numărul sangeacurilor în Imperiul Otoman a variat de-a lungul timpului. În timpul reformelor Tanzimatului din secolul al XIX-lea, numărul sangeacurilor a ajuns la peste 400, față de aproximativ 150, câte au fost în cea mai mare parte a istoriei.
Nu toate sangeacurile erau parte a unei provincii. Unele dintre ele, în special cele din teritoriile nou cucerite, au rămas unități administrative de sine stătătoare, fiind subordonate direct Înaltei Porți.
La rândul lor, sangeacurile puteau fi împărțite în unități administrative mai mici, kadilukuri. Fiecare dintre acestea din urmă erau conduse de un judecător – Kadı. Numele contemporan al regiunii balcanice Sandžak  derivă de la fostul statut otoman - Sanjakul Novi Pazar.